# Santo Domingo (Albay)
Pour les articles homonymes, voir Santo Domingo.
Santo Domingo, officiellement la Municipalité de Santo Domingo, est une municipalité de 4e classe dans la province d'Albay, aux Philippines. Selon le recensement de 2020, elle compte une population de 37 765 personnes.

## Histoire
Saint-Domingue est un ancien quartier d'Ibalon qui devient une municipalité en 1749 sous la direction de Diego Castellanos qui porte l'affaire devant les autorités de Manille et devant l'évêque d'Ambos Camarines. Mais ce n'est qu'en 1785, 36 ans après sa constitution en ville, qu'une église est édifiée. A cette époque, seul le bâtiment de l'église représente la ville. La première église est en bois et en basag (fente de bambou). Lorsque l'église est incendiée en 1882, les prêtres espagnols en construisent une nouvelle.
La ville de Santo Domingo s'appelle à l'origine Libog. Les historiens d'Albay disent qu'il y a un certain nombre d'histoires sur l'origine du nom Libog. Une version est que libog est dérivé du mot Bikol labog signifiant «eau peu claire». Un autre prétend que la ville aurait pu être appelée d'après le labog (méduse), qui abonde dans ses eaux côtières. Libod (derrière) est une autre version parce que la position de la ville est derrière la route droite de Legazpi à Tabaco à travers Basud à Santa Misericordia.
En 1816, cent cinquante-neuf pirates Moro et six Vintas attaquent la ville, en faisant un captif, Juan de la Conception, qui ne revient qu'après 30 ans. L'attaque incite les gens à construire des tours de guet et des murs le long des rives, qui leur servent de refuge contre les attaques. Les ruines de ces murs existent toujours.
En 1832, la Presidencia Municipal est achevée sous le capitaine Teodoro Felebrico. Ce bâtiment est ruiné et réhabilité en bâtiment d'école publique en 1918.
Le 21 juin 1959, Libog est rebaptisé Saint-Domingue, par la loi de la République 2520.

## Tourisme

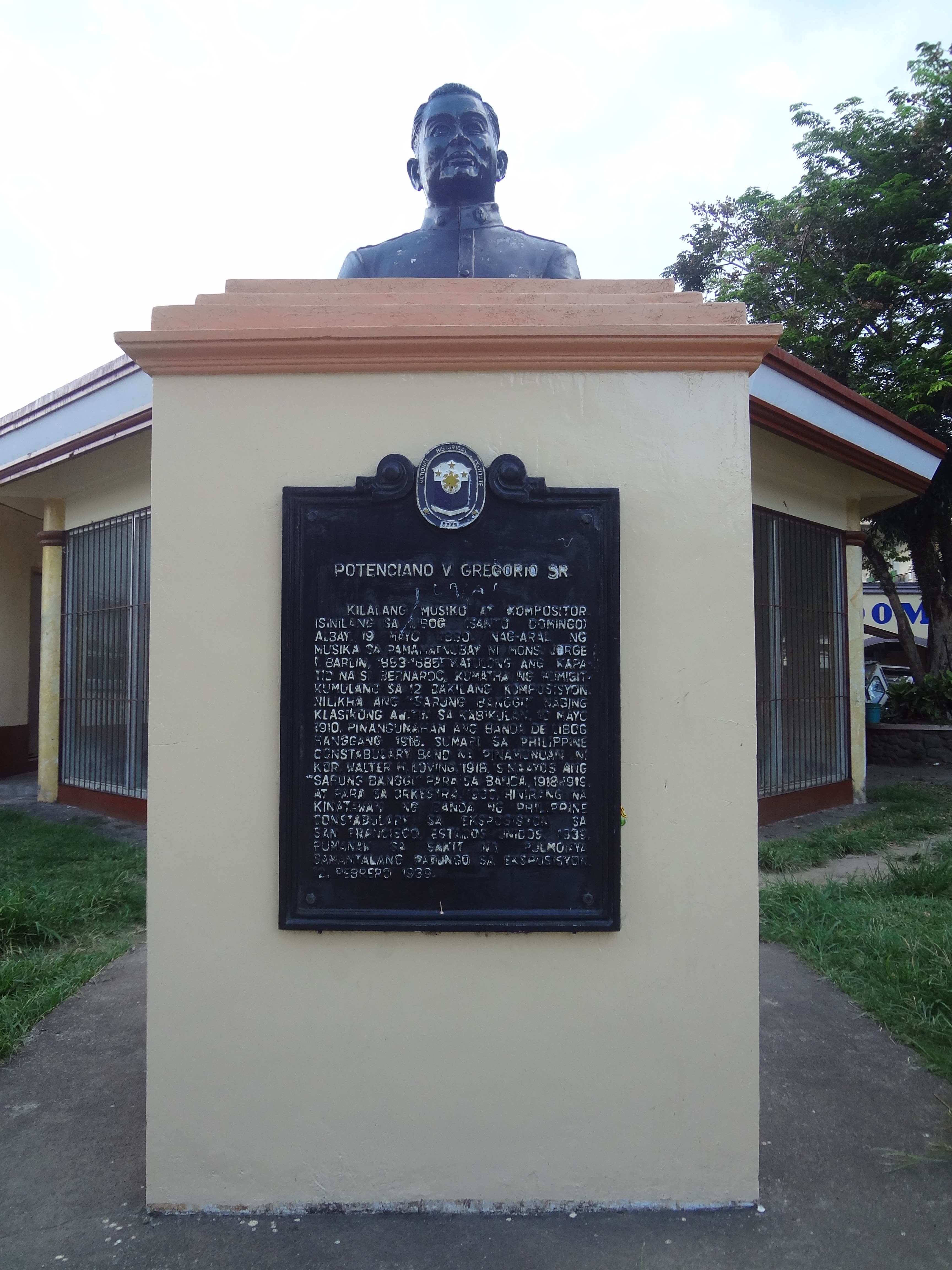
Monument de Potenciano Gregorio

Potenciano Gregorio, célèbre compositeur et musicien bicolano est né dans la ville le 19 mai 1880. Un sanctuaire où sont conservés ses restes est situé sur la place de la ville.
Le festival Sarung Banggi, une fête estivale de huit jours immortalise chaque année, au mois de mai, les compositions de Potenciano Gregorio.
Un site d'épave de galion espagnol se trouve le long des rives, immergé partiellement à 9m sous la mer. L'endroit est idéal pour la plongée sous-marine, la pêche ou la navigation de plaisance.
L'église Saint Dominique de Guzman, reconstruite en 1850, exploite des matériaux volcaniques du Mont Mayon à Maranlog. Ce matériau, plus souple, permet le ciselage de détails, motifs et ornements artistiquement très appréciés.